# Bogojina
Bogojina (mađarski: Bagonya, ili Zalabagonya) je naselje u slovenskoj Općini Moravskim Toplicama. Bogojina se nalazi u pokrajini Prekomurju i statističkoj regiji Pomurju. 
Ovdje je bio rođen Jožef Košič, slovenski pisac, pjesnik, znanstvenik i Jožef Smej pomoćni biskup, teolog te znanstvenik. Ovdje je umro Ivan Baša pisac.

## Stanovništvo
Prema popisu stanovništva iz 2002. godine naselje je imalo 650 stanovnika.